# マウソロス霊廟

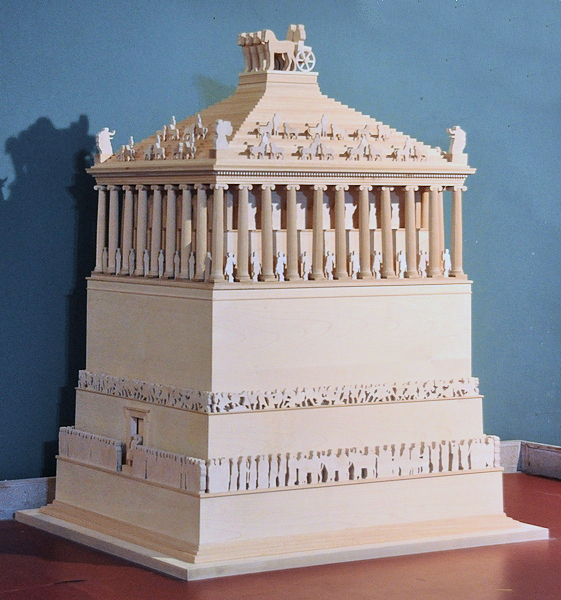
模型　ボドルム考古学博物館

マウソロス霊廟（マウソロスれいびょう）は、カリアを支配したヘカトムノス朝のマウソロスとその妻アルテミシアの遺体を安置するために造られた霊廟である。ギリシア人建築家のプリエネのピュティオスとサテュロスによって設計され、スコパス、レオカレス、ブリュアクシス、ティモテオスという4人の高名な彫刻家によってフリーズ（彫刻帯）が施された。その壮麗さから、世界の七不思議のひとつに選ばれている。また、ヨーロッパ圏で使用される単語「マウソレウム（一般に巨大な墓の意、英語: mausoleum）」はこの霊廟に由来する。
マウソロスは、カリア国の首都をハリカルナッソス（現在のトルコ共和国ボドルム）に定め、周囲の地域も支配下に置いた。この霊廟は、マウソロスの死後に妃アルテミシアが夫のために建造したといわれているが、実際にはマウソロスの生存中に建造が開始されたと考えられている。マウソロスの死から3年後、アルテミシアの死から1年後にあたる紀元前350年に完成したといわれている。

## マウソロスとアルテミシアの生涯

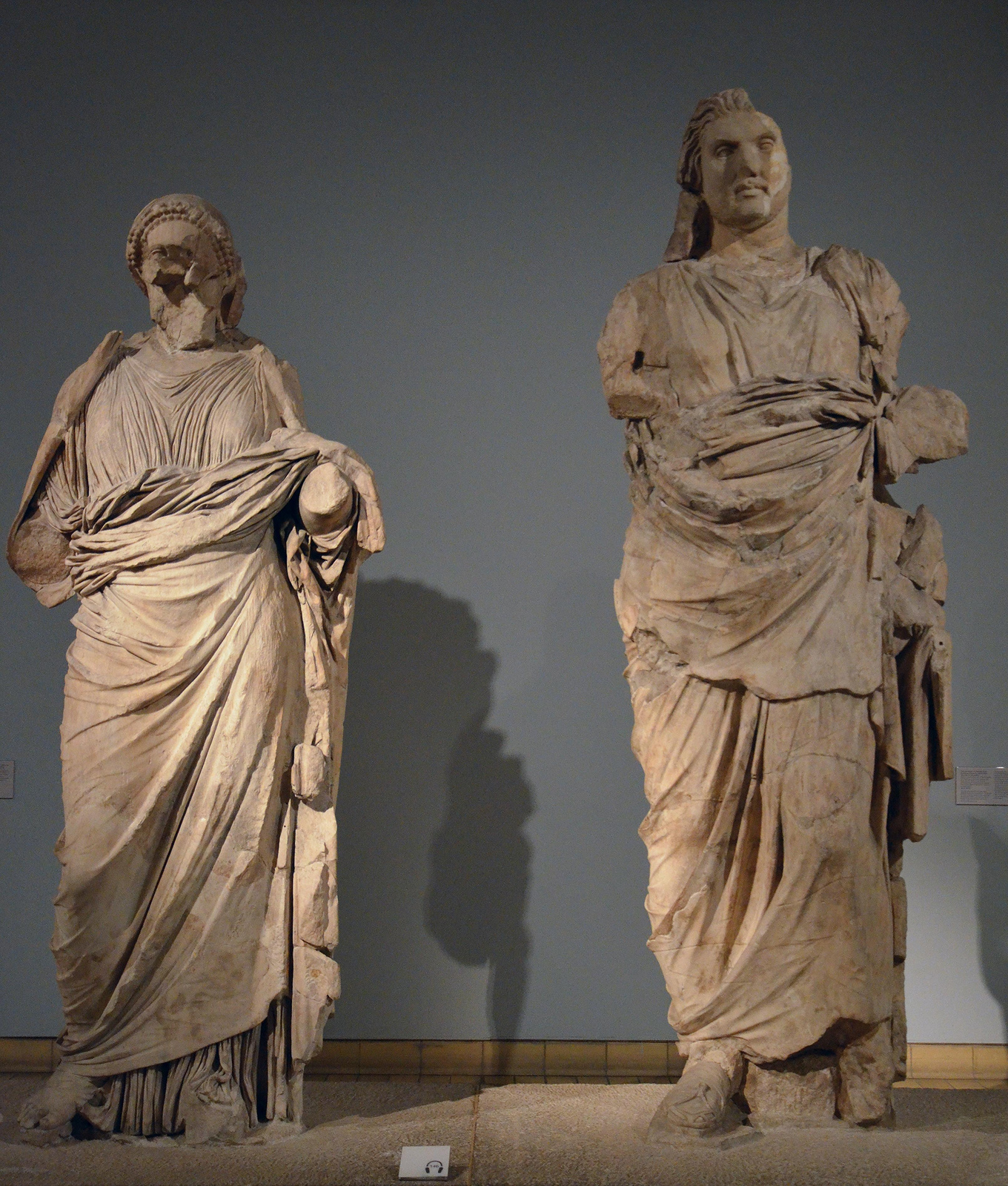
アルテミシアとマウソロス　大英博物館

マウソロスは、紀元前377年から紀元前353年にかけて小アジア西部のカリア国を統治したアケメネス朝ペルシアの知事（サトラップ）である。紀元前377年、マウソロスは父の後を受け、カリア国の統治者となった。当時、カリア国は小アジアの西部地中海沿岸にあったペルシアの一州であったが、首都から離れていたことに加え、当時の州知事であったマウソロスの父がかなりの野心家で、近隣の都市や地域を支配下におさめていたため、事実上の独立国であった。そして、息子マウソロスもまた、さらに領土を拡大し、最終的には小アジアの南西部全域を手中に収めようとした。マウソロスとその妹であり妻のアルテミシア（カリア国では統治者がその姉妹と結婚するのが慣習であった。家族内の力や富を維持するためというのがその理由のひとつである）は、首都ハリカルナッソスとその周辺地域を24年にわたり支配することとなる。
マウソロスは、ギリシア語を話し、ギリシアの生活や政治にあこがれていた。そして、ギリシアの諸都市が海岸沿いに造られ、民主主義の伝統を推奨する優れたものであることに気づいた。このためマウソロスは、これらの都市に劣らないような壮大にして難攻不落の首都を建設しようと決心した。この首都に選ばれたのがハリカルナッソスである。
マウソロスは、ハリカルナッソスを武人の統治者にふさわしい都にしはじめた。敵の攻撃に備えるため、町に面している湾を深くし、その掘り出した土で海峡の防御を固めた。さらに、城壁や見張り台も設置された。また、市場に隣接して大きな港を造り、その奥に隠れた小さな港も造った。この港は敵の不意を着く攻撃に適していた。一方、内陸部では一般市民のために、広場や道路、家の整備が進められ、4つの門と2つの大通りが造られた。そして、ギリシア風の劇場や戦争の神アレスを祀った神殿なども建設された。湾の一画には、マウソロスの巨大な要塞型宮殿が建てられた。この宮殿は、海から、敵の攻撃目標となりうる丘の上までしっかり見渡せた。
紀元前353年、マウソロスがアルテミシアに先立って亡くなると、アルテミシアは夫に感謝の意を示すために、当時の世界で最も美しい墓を造ることを決心した（マウソロスの生存中からこの墓の計画があった、あるいは建設がすでに始められていたとも考えられている）。これが、マウソロスとアルテミシアの名を永く残すことになる大霊廟である。
霊廟の建設開始後すぐに、アルテミシアは自らに迫る危機に気づくことになる。マウソロスの死の知らせを聞いた地中海の征服地ロドス島が、反乱を起こし、首都ハリカルナッソスを攻略すべく海軍を送ってきたのだった。このことを知ったアルテミシアは、大きな港の奥にあった秘密の港に自分の船を隠した。そして、ロドス軍が上陸を開始すると、アルテミシアの海軍は横から奇襲をかけ、見事にロドス海軍を撃破した。その後、アルテミシアは機転を利かせて、自らの軍を敵船に乗せてロドス島攻略に向かわせた。ロドス人たちは、自分たちの海軍が勝利して帰ってきたと勘違いしたので、防御することもできずに町は陥落し、反乱は鎮圧された。
マウソロスの死から2年後、アルテミシアも後を追うようになくなった。伝説によれば、彼女は夫マウソロスの遺灰をワインに混ぜて飲み、悲しみのうちに息絶えたといわれている。この伝説から、アルテミシアは献身的な妻の象徴にもなっている。マウソロスとアルテミシアの遺灰を入れた骨壷は未完成の霊廟に収められた。そして、生贄として大量の動物の死骸が霊廟に向かう階段に置かれ、出入りできないように石やレンガで階段は埋められた。プリニウスによれば、霊廟が完成する前に依頼主が亡くなったのに建築家たちが工事を中断しなかったのは、この霊廟が自分個人の栄光と手腕の記念になると考えたからだという。

## 霊廟の建設

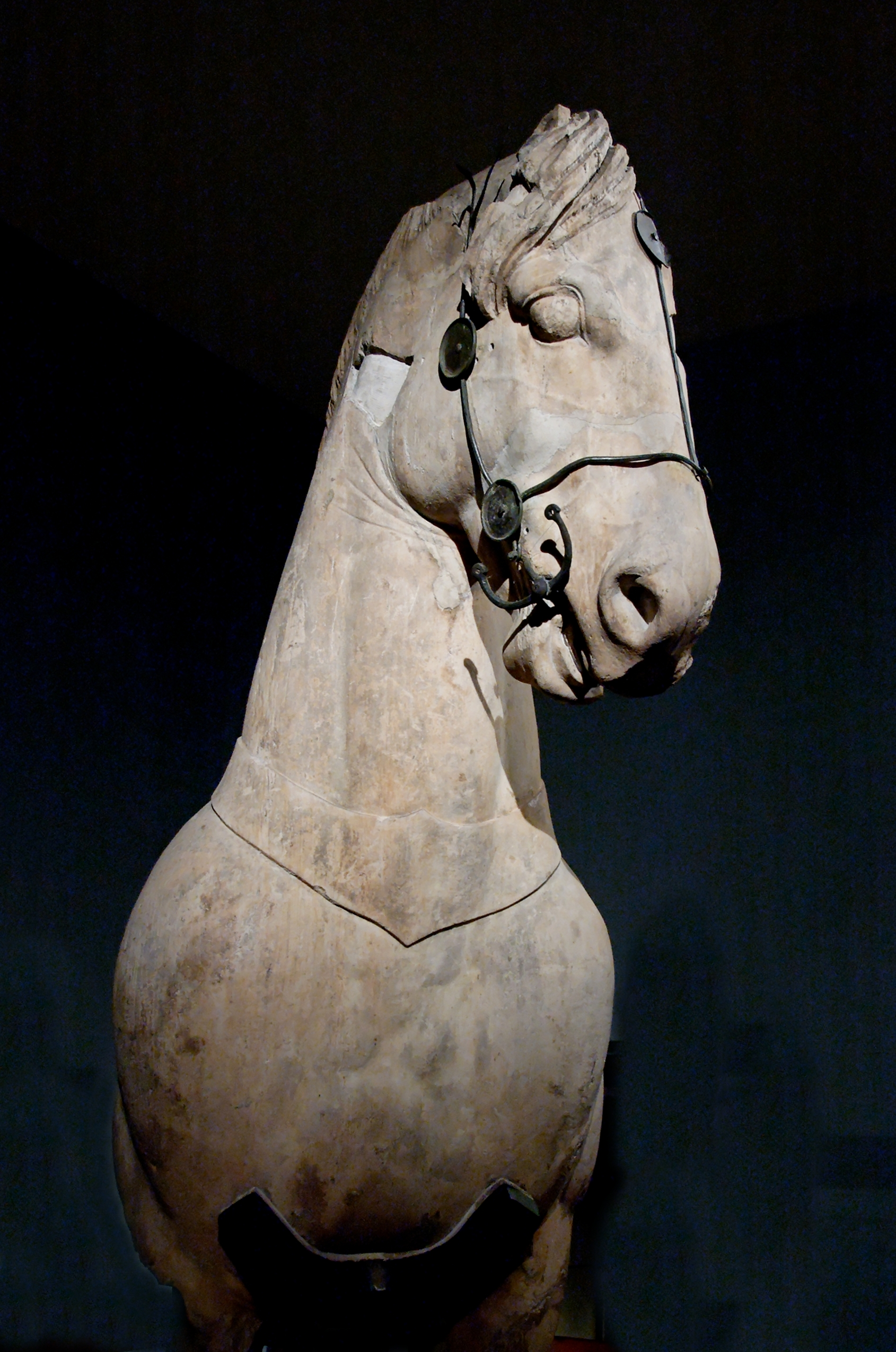
霊廟最上部の馬　大英博物館

アルテミシアは霊廟建設の費用を全く惜しまなかった。彼女は、当時最も優れた建築家と芸術家を連れてくるため、ギリシアに使いを送った。こうして2人の一流建築家ピュティオス、サテュロスと4人の高名な彫刻家スコパス、ブリュアクシス、レオカレス、ティモテオスが造営に参加した。中でもスコパスは、他の世界の七不思議のひとつエフェソスのアルテミス神殿も手がけている。
霊廟は町を見渡す丘の上に建てられた。工事場はレンガの壁に囲まれ、建築家たちはその中で作業をした。まず、その中央に墓本体となる石壇が置かれ、ライオンの石造を横に配した階段が石壇に向かって築かれた。そして、この外壁に沿って神や女神の像が置かれ、角ごとには馬に乗った戦士の像が墓を守るように置かれた。これが霊廟の第1層である。また、この層の上部にはギリシア神話や歴史の一場面を描いた彫刻帯が施された。スコパスが東側、ブリュアクシスが北、ティモテオスが南、レオカレスが西の彫刻を担当した。スコパスは、ギリシア人とアマゾン族（好戦的女性部族）の闘争を描き、他の3人はラピテス族とケンタウロスの闘争などを描いた。
第1層から第2層へと工事は移る。第1層から第2層へと36本の柱が上げられた。第2層は外に露出した円柱の集まりである。短い辺に9本ずつ、長い辺に11本ずつ柱が配されたと考えられている。柱と柱の間には1体ずつ像が置かれ、柱に囲まれた内側には、巨大な屋根を支えるため石のブロックが積まれた。
第3層は、24段のピラミッド型の屋根であった。この頂上には、巨大なクァドリガ（4頭立ての馬車）の像が置かれた。この馬車に、マウソロスとアルテミシアの像が乗っていたとも言われているが、何も乗っていなかったという説が有力である。根拠としては、ギリシア世界では主のいない馬車は主の死を意味していたこと、マウソロスとアルテミシアの像は馬車の像のそばで発見されたが、彼らの像が馬車に乗る格好をしていなかったことなどが挙げられる。どうやら、彼らの像は、第2層あるいは第1層に他の像と同様に置かれていたらしい。

## 中世における霊廟

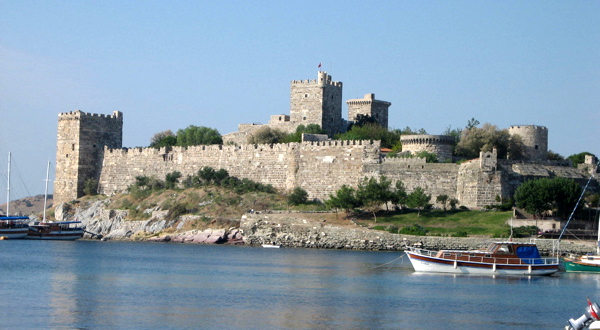
ボドルム城

マウソロスの霊廟は、ハリカルナッソスの中心地に何世紀もの間建っていた。紀元前334年にアレクサンドロス大王によって町が陥落したときも、紀元前60年前後に海賊の襲撃を受けたときも、被害を受けずに残っていた。そして、1600年もの間、廃墟となった町を見下ろすように建っていたが、度重なる地震によって柱は崩れ、屋根に乗っていた馬車の像は地面に落ちてしまった。1404年には、ただ土台だけが確認できたのみであった。
15世紀のはじめ、聖ヨハネ騎士団がこの地を侵略し、巨大な城を建てた。1494年にこの城を要塞化することが決まると、彼らはマウソロス霊廟の残骸を資材として使った。さらに1522年、オスマン軍が攻めてくるという噂が流れると、彼らはボドルム（旧ハリカルナッソス）の要塞を強化し、残っていた残骸もすべて城壁に使われてしまった。今日でもこの要塞跡の壁に、かつて霊廟に使われていた大理石を見ることができる。
記録によれば、このころ騎士の一団が霊廟跡の土台に立ち入り、棺の間を発見している。発見した日はすでに帰営の時間になっていたので、一団は棺を開けずに立ち去った。翌日、彼らが棺を開けると、あるべき宝やマウソロスとアルテミシアの遺体は無くなっていた。騎士たちは、周辺の住民か海賊が略奪したと主張したが、実際に略奪したのは騎士たち自身であったとも言われる。
マウソロス霊廟の残っていた彫刻が砕かれて城壁の資材とされる前に、騎士たちはいくつかの優れた作品を移動してボドルム城に集めておいた。それらは、十字軍が引き上げた後も300年にわたりそこに保存された。また、これらの内いくつかは大英博物館に収蔵され、後の霊廟跡の発掘にも資料として影響を与えることとなる。

## 近代から現代における霊廟

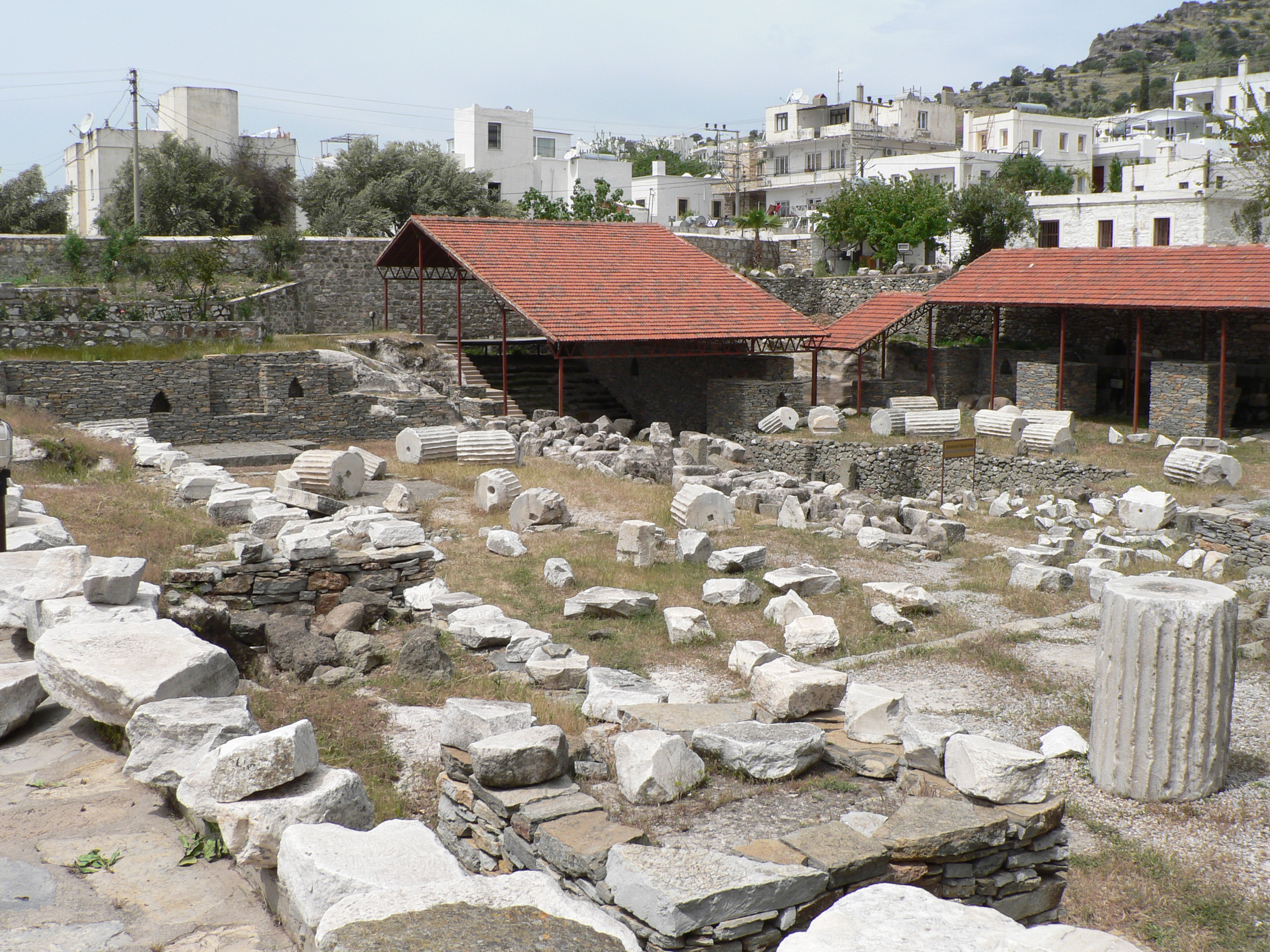
現在のマウソロス霊廟の廃墟

1856年、マウソロス霊廟の遺跡を調査するために、大英博物館は考古学者チャールズ・トーマス・ニュートンを送った。ニュートンは、プリニウスなど古代の学者が書いた書物を読むなどして、おおよその大きさと位置は把握していた。ところが困ったことに、最も有望と目星をつけた場所は住宅地になっていた。渋る所有者から土地を買い上げなければならなかったが、ニュートンはめげずに2ヶ月以上ねばり、買い上げに成功した。そこを掘り進めていくと、はたして壁、階段そして基礎が出土した。さらに、ペルシア王クセルクセス1世の名が刻まれた豪華な壺も見つかり、ニュートンの確信は裏付けられた。その後、階段を埋めている瓦礫を切り込んでいくうちに、霊廟入口の廊下が見つかり、棺の間も掘り当てられた。無論、そこはすでに略奪されたあとで、何も残っていなかった。
1960年に行われた考古学者の調査では、聖ヨハネ騎士団が立ち入るずっと以前に、盗賊が棺の間の下にトンネルを掘って略奪していたらしいことが明らかになった。加えて、マウソロスとアルテミシアの遺体は火葬されたので、棺の間には遺灰を入れた骨壷しかなかったとされている。
現在も霊廟の遺跡はボドルム市内に残されており、遺跡の横には博物館が建てられている。この博物館では近年の調査に基づく見解ならびにかつて霊廟にあった礎石や彫刻などの遺物を見ることができる。また、イスタンブールにはトルコの歴史的建造物の一つとして、霊廟のミニチュアが置かれている。
現在大英博物館には、ニュートンたちが見つけた遺物に加え、十字軍が入手し後にイギリス大使の手に渡ったマウソロス霊廟の彫刻が収蔵されている。有名なものを挙げると、屋根の上にのっていた一頭の馬の像と馬車の車輪、77の断片から復元されたマウソロス像、8頭の獅子像の断片などがある。
また、ボドルム城には、マウソロス霊廟の柱やレリーフや建材などの石材がスポリア（転用石）とされている。

## 建築様式としての影響
マウソロス霊廟は1900年代前半の建築デザインに影響を与えた。特に戦争慰霊碑や政府庁舎などに採用された。

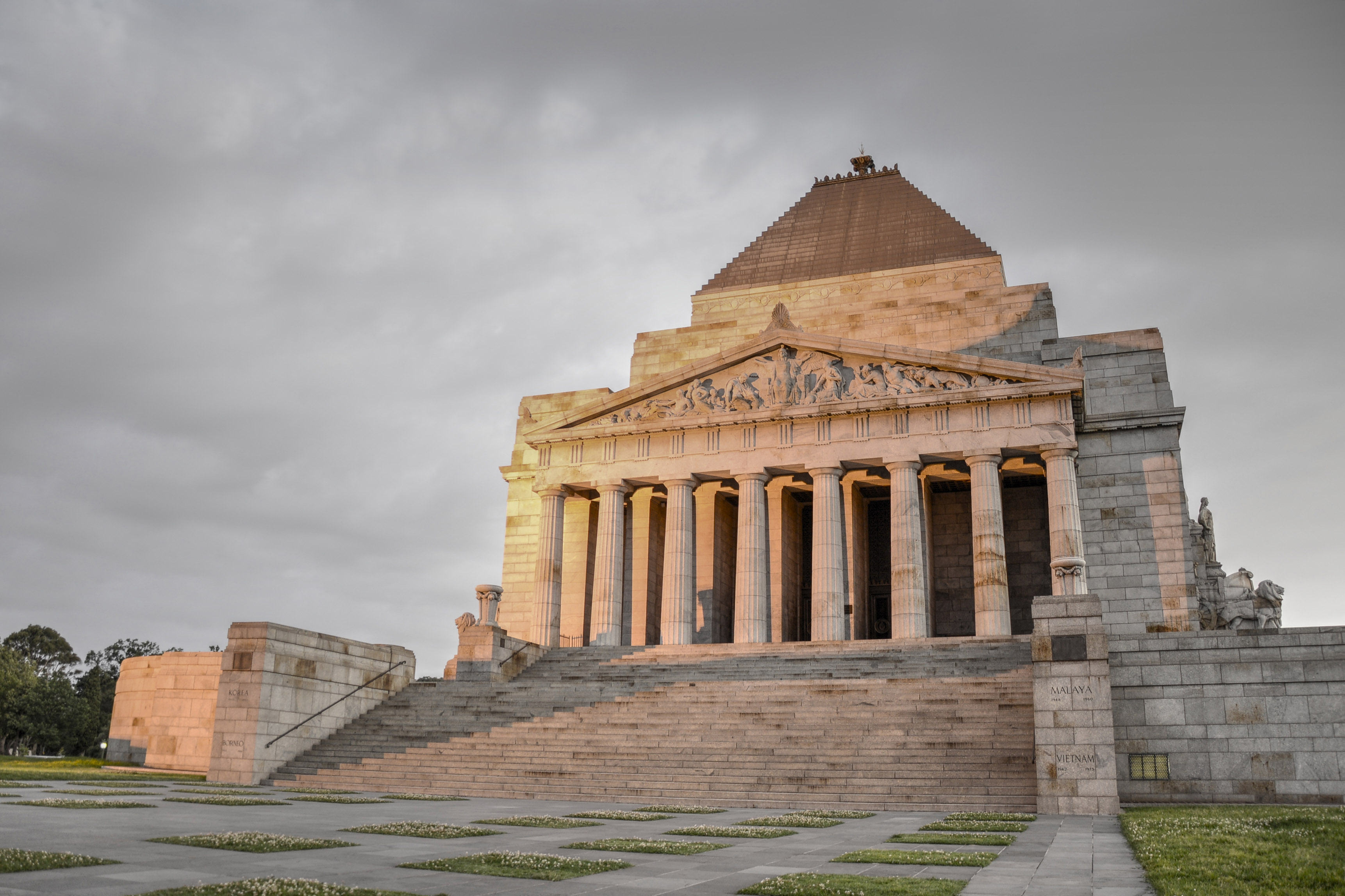
戦没者慰霊館 (メルボルン)
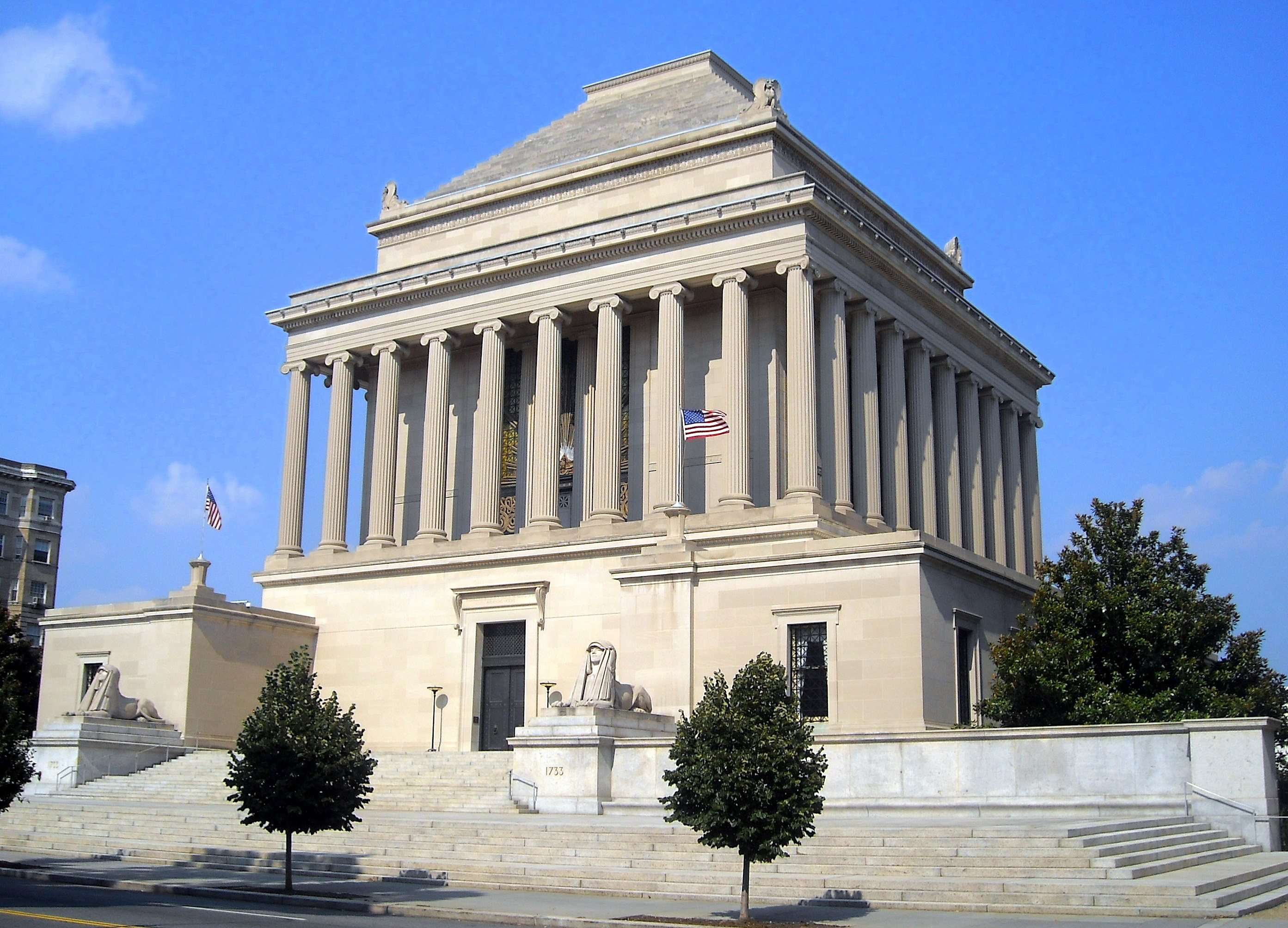
ハウス・オブ・テンプル　ワシントンDC
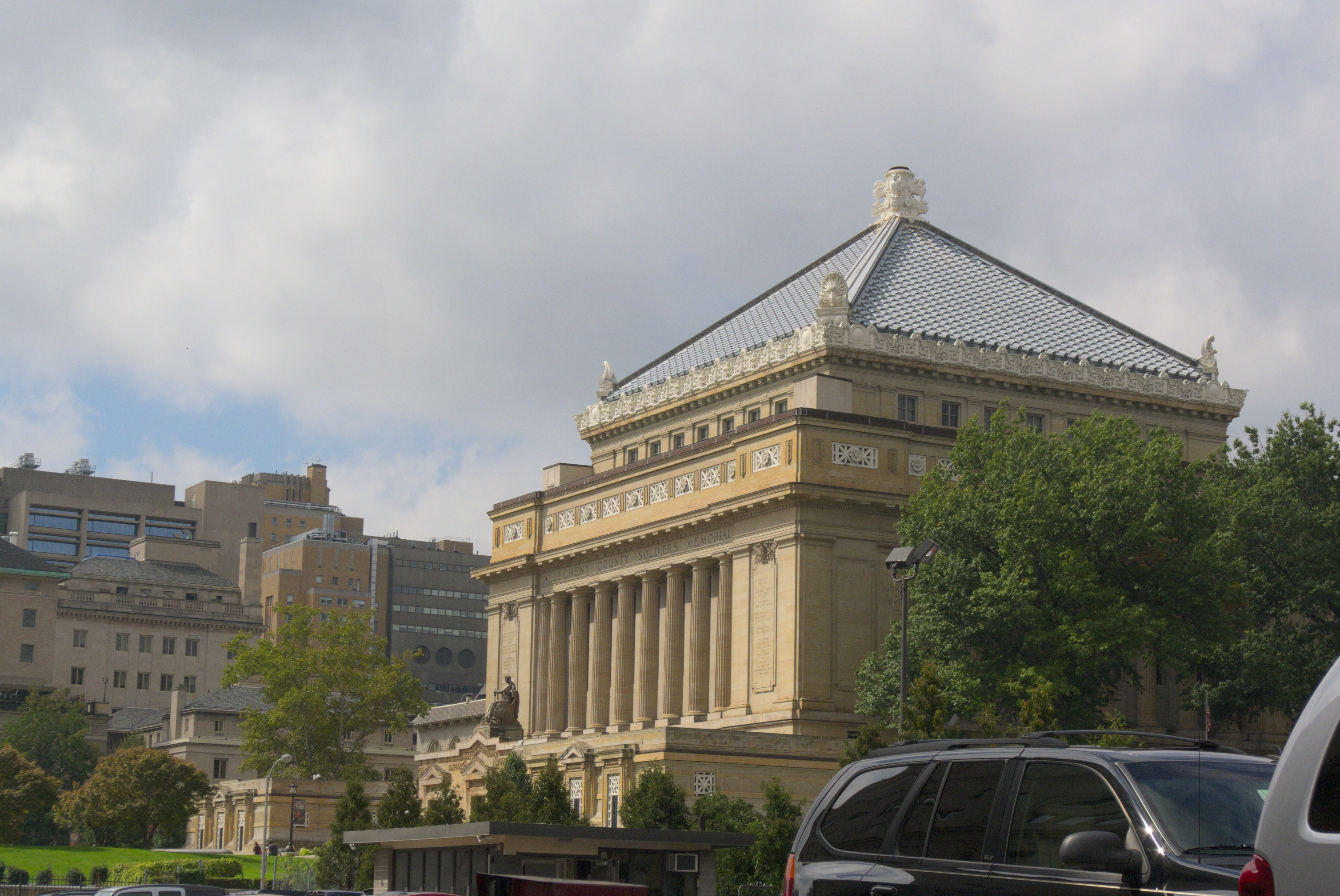
戦没者慰霊館　ピッツバーグ
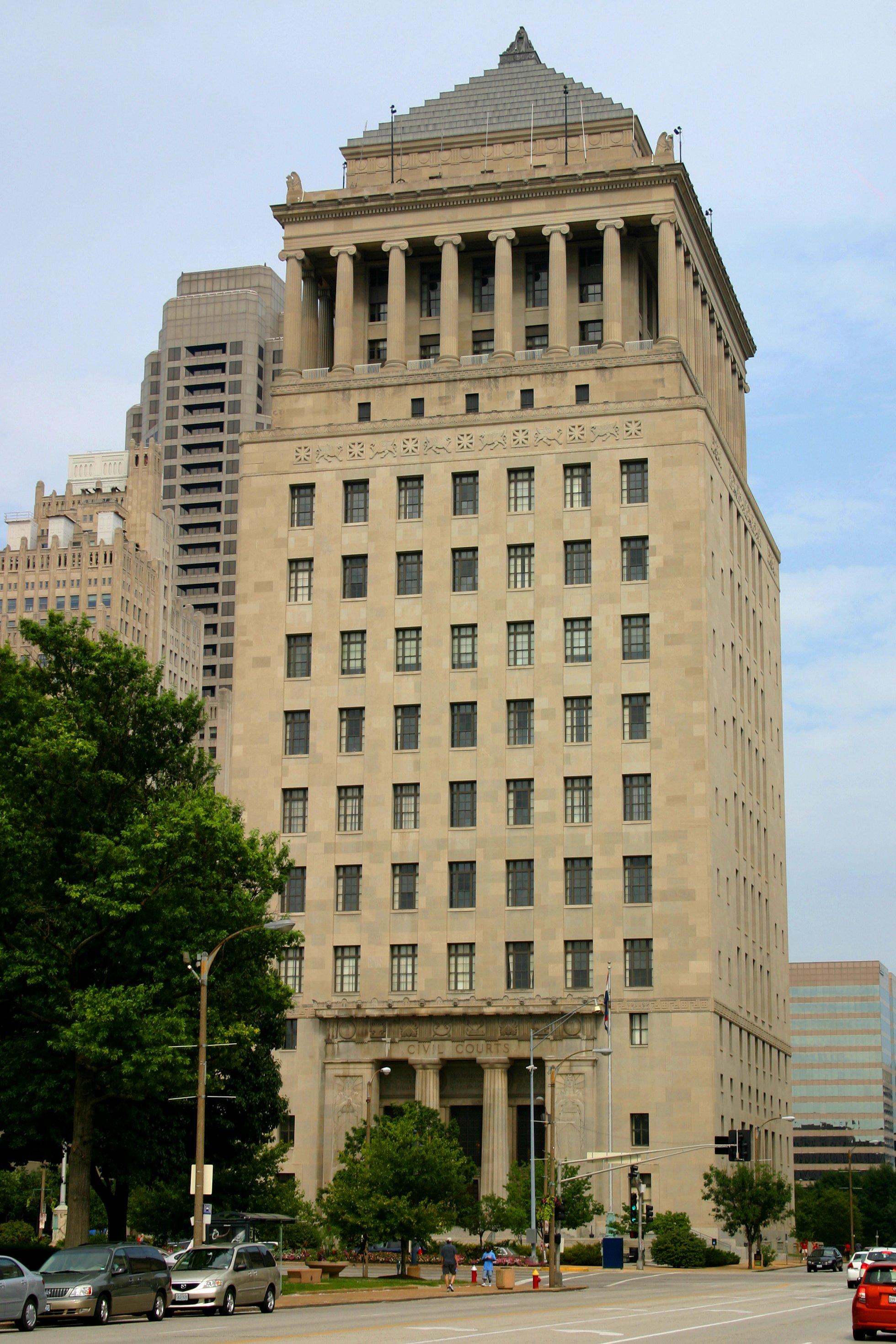
民事裁判所　セントルイス
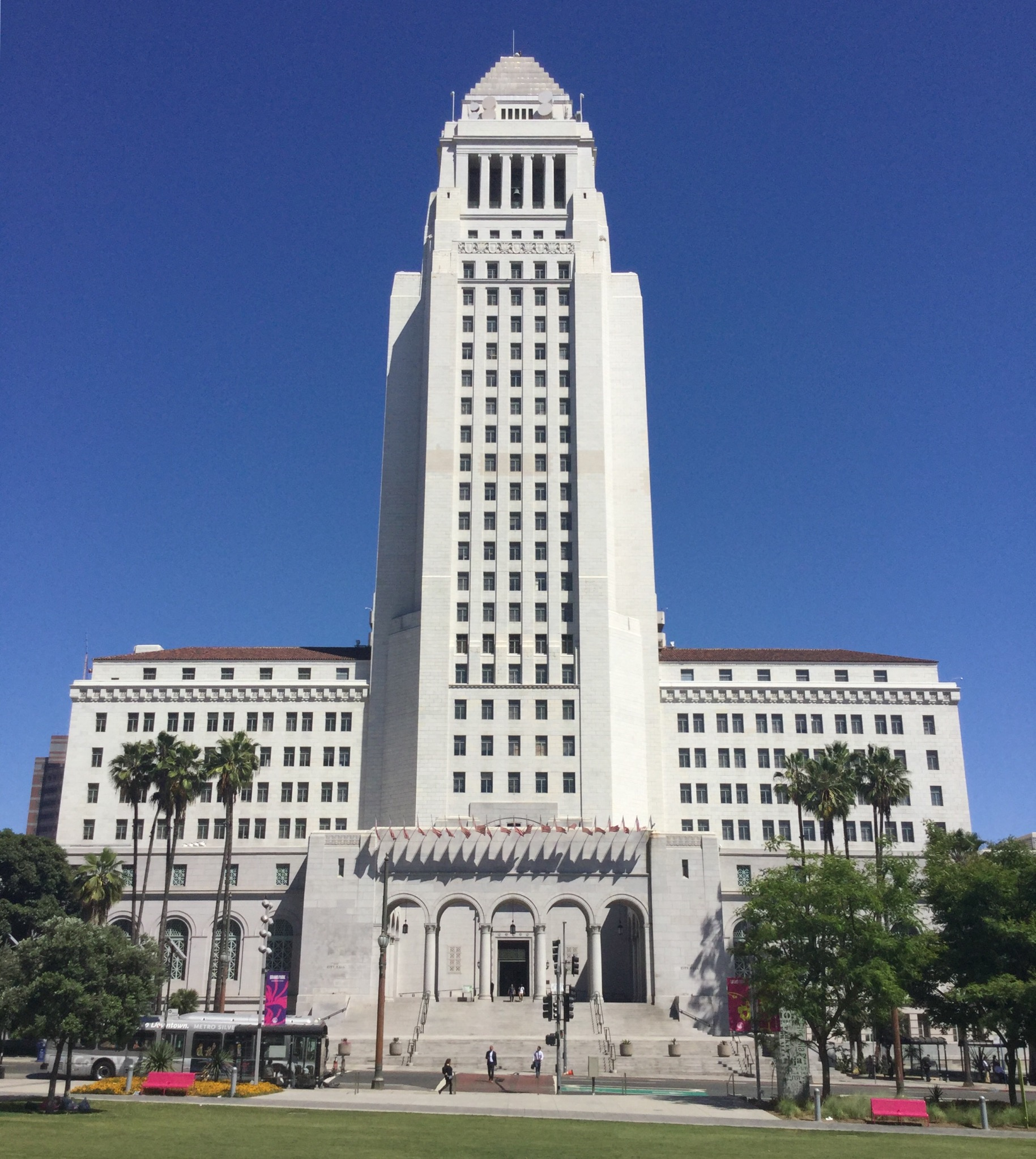
ロサンゼルス市庁舎
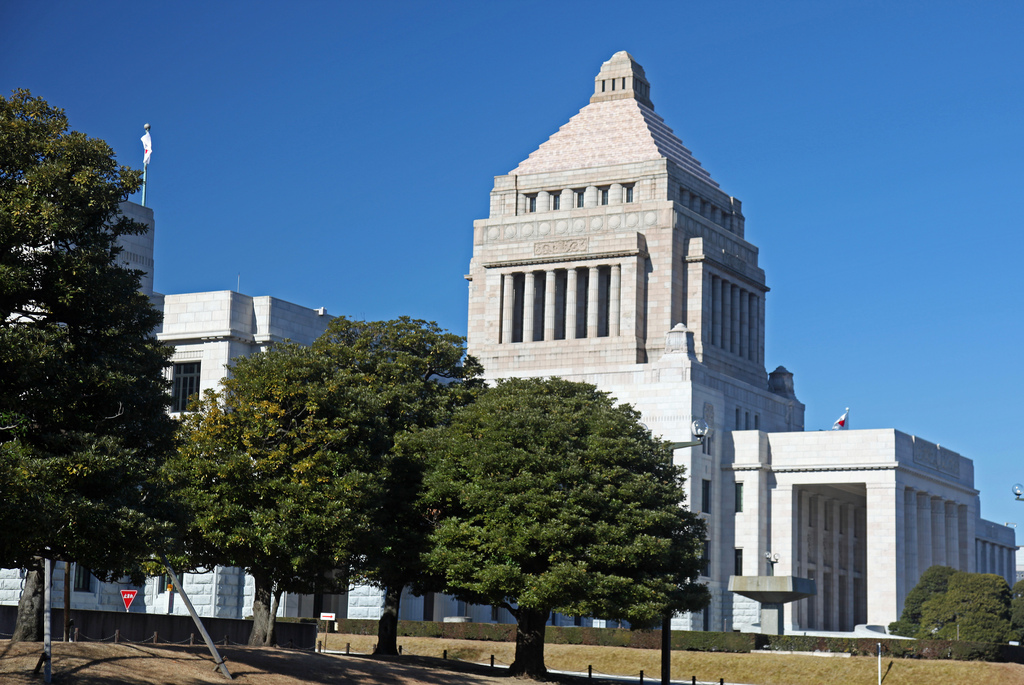
国会議事堂